# Império do Divino Espírito Santo da Madalena

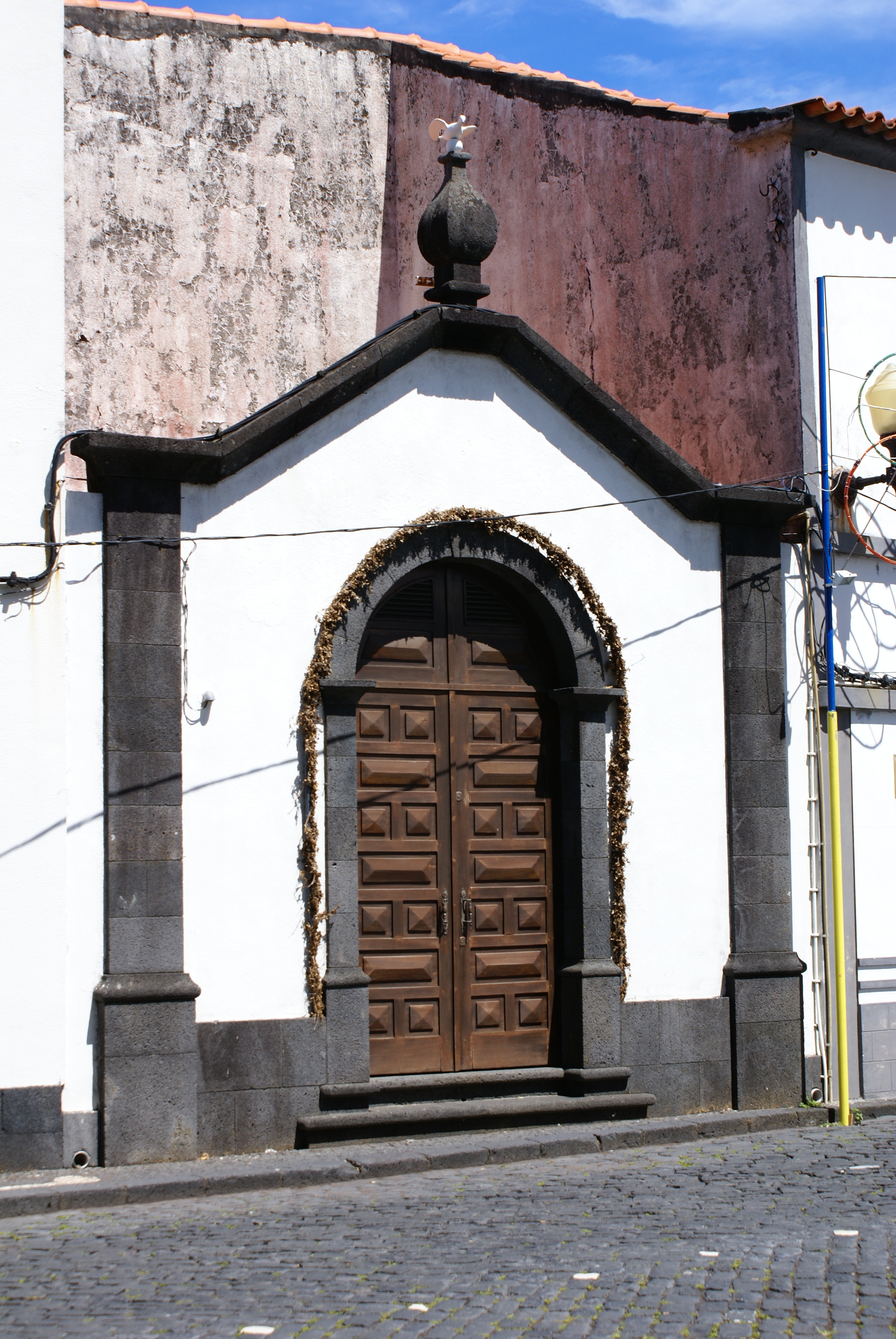
Império do Espírito Santo da Madalena.

O Império do Divino Espírito Santo da Madalena é um Império do Espírito Santo português que se localiza na freguesia da Madalena, concelho da Madalena do Pico, ilha do Pico, arquipélago dos Açores.